# Saga o Ragnaru Lodbroku
Saga o Ragnaru Lodbroku je legendarna Islandska saga iz 13. veka od vikinškom vladaru Ragnaru Lodbroku. Dio je Volsunga Sage. Pominje poreklo princeze Aslaug i Ragnarovu kasniju ženidbu sa njom, kao i Ragnarovu smrt u Nortambriji.

## Literatura
- Schlauch, Margaret (1978). The saga of the Volsungs: the saga of Ragnar Lodbrok together with the Lay of Kraka. New York: Ams Press. ISBN 978-0404147044.